# Гцгозо, Оупа
Джошуа Оупа Гцгозо (коса Joshua Oupa Gqozo; 10 марта 1952, Крунстад) — южноафриканский военный и правый политик, командующий вооружёнными формированиями бантустана Сискей. Организатор переворота в Сискее в 1990, глава военной администрации Сискея в 1990—1994. Политический противник Нельсона Манделы. Активный антикоммунист. После ликвидации апартеида — бизнесмен, частный телохранитель.

## Тюремная и военная служба
Родился в семье протестантского пастора. Этнический коса. Принадлежал к той части чернокожего населения ЮАР, которая готова была служить в администрации и силовых структурах режима апартеида.
В 20-летнем возрасте Джошуа Гцгозо оставил учёбу и добровольно поступил в тюремную охрану. Служил надзирателем в тюрьме Крунстада. За отличную службу в 1975 был направлен на продолжение образования в колледж. Затем переведён в охрану тюрьмы Клерксдорпа. Включил в своё имя прозвище Оупа — Дедушка.
В 1977 перешёл из тюремного ведомства в вооружённые силы ЮАР. Служил в 21-м батальоне, дислоцированном в йоханнесбургском районе Леназия. На основе этого батальона были сформированы вооружённые формирования бантустана Сискей, провозглашённого в декабре 1981 независимым государством.

## Командование сискейскими формированиями
Оупа Гцгозо сделал военную карьеру в сискейских формированиях. Участвовал в подавлениях выступлений против президента Леннокса Себе, поддерживал его в конфликте с братом Чарльзом (бывшим начальником сискейской службы безопасности, арестованным по обвинению в заговоре, бежавшим из тюрьмы в Транскей и возглавившим оппозицию).
Служил военным атташе Сискея в Претории. Вернувшись в Сискей в 1989, Гцгозо был назначен начальником штаба разведки (фактически занял место Чарльза Себе). В январе 1990 награждён орденом Доброй Надежды. После этого возглавил командование вооружёнными силами Сискея.

## Правление в Сискее

### Захват власти
4 марта 1990 года Джошуа Оупа Гцгозо совершил в Сискее переворот и отстранил от власти Леннокса Себе (в это время президент находился в зарубежной поездке). Члены правительства и сын президента Кване Себе были арестованы и заключены в тюрьму. Население Сискея с ликованием встретило смену власти, правительство ЮАР признало переворот. Оупа Гцгозо возглавил новую военную администрацию Сискея.
В конце 1990 и в начале 1991 Гцгозо подавил несколько попыток контрпереворота. При задержании был убит Чарльз Себе. В 1993 суд Сискея оправдал Гцгозо по обвинению в этом убийстве.
Оупа Гцгозо придерживался правых антикоммунистических взглядов. В середине 1991 он основал партию Африканское демократическое движение, противостоявшую АНК и ЮАКП в Сискее. Участвовал в межпартийных консультациях по демонтажу апартеида в ЮАР.

### Резня в Бишо
Отношения Оупа Гцгозо с левыми сторонниками Нельсона Манделы и коммунистами были крайне напряжёнными. 3 сентября 1992 руководство АНК официально потребовало от президента ЮАР Фредерика де Клерка отстранить Гцгозо от власти в Сискее. Де Клерк отклонил требование, сославшись на формальную независимость Сискея.
7 сентября 1992 АНК и ЮАКП организовали 80-тысячный марш на столицу Сискея город Бишо. Во главе его шли генеральный секретарь ЮАКП, начальник штаба Умконто ве сизве Крис Хани, член политбюро ЦК ЮАКП Ронни Касрилс, генеральный секретарь АНК Сирил Рамафоса. Результатом должно было стать изгнание Оупа Гцгозо.
Навстречу маршу выдвинулись бойцы сискейских формирований. При попытке прорыва на стадион Бишо солдаты, верные Оупа Гцгозо, открыли огонь. Погибли 29 человек (28 демонстрантов, 1 сискейский солдат, убитый дружественным огнём), более 200 были ранены.
С резким осуждением «резни в Бишо» выступил Нельсон Мандела, потребовавший отставки Гцгозо. Однако Гцгозо продемонстрировал решимость жёстко отстаивать свои позиции. Смена власти в Сискее не удалась. Правление Оупа Гцгозо продолжалось ещё полтора года.

## Отставка
Гцгозо отказался принять участие в обсуждении новой конституции ЮАР, в которой не было места апартеиду, и угрожал бойкотировать первые выборы, в которых могли бы принять участие представители всех рас. В ответ в марте 1994 года государственные служащие Сискея устроили забастовку, опасаясь, что в этом случае у них в будущем не будет гарантий работы и пенсионного обеспечения. Затем взбунтовалась полиция. 22 марта 1994 министр иностранных дел ЮАР Фредерик Бота ультимативно потребовал от Гцгозо отказаться от власти в Сискее. Не решившись противостоять властям Претории, Гцгозо подал в отставку. Чтобы обеспечить безопасность во время выборов, которые должны были состояться в следующем месяце, правительство ЮАР взяло территорию Сискея под свой контроль.
Занялся бизнесом, был уличён в нарушении правил торговли алмазами и оштрафован на 10 тысяч рандов в 1998. В 1996, при правительстве АНК, Оупа Гцгозо предстал перед Комиссией истины и примирения, рассматривавшей «резню в Бишо». Находился в психиатрической лечебнице из-за тяжёлой депрессии.

## Проблемы частной жизни
В июне 2001 Оупа Гцгозо был тяжело ранен при убийстве «традиционного целителя» Кеке Мама, при котором состоял в качестве телохранителя. Причины остались невыясненными, поскольку убийца был забит насмерть на месте поклонниками целителя.
В июне 2003 Гцгозо получил травмы и ожоги в результате несчастного случая. Причиной стал взрыв бытового прибора, в который хозяин по ошибке залил вместо парафина бензин Помимо ущерба для здоровья — Гцгозо был доставлен в больницу и вскоре выписан в удовлетворительном состоянии — инцидент сильно подорвал финансовое положение, осложнённое после потери работы у Мама и необходимости вносить выплаты по банковскому кредиту.
Джошуа Оупа Гцгозо женат, имеет четверых детей. Живёт на ферме близ Кинг-Уильямс-Тауна, в доме, частично разрушенном взрывом. Несмотря на судебное решение по имущественному спору, Гцгозо отказался его освободить.